# Pau Cubarsí
Pau Cubarsí Paredes (Estanyol, 22 januari 2007) is een Spaanse voetballer die doorgaans speelt als verdediger. Hij stroomde door vanuit de jeugdopleiding van FC Barcelona. Cubarsí debuteerde in 2024 in het Spaans voetbalelftal.

## Clubcarrière

### Jeugd
Cubarsí werd geboren in een klein dorpje in Girona en startte zijn carrière in de jeugd van Girona FC. FC Barcelona, de Catalaanse grootmacht, ontdekte al snel het talent van Cubarsí en nam hem in 2018 op in de jeugdopleiding La Masia. Na zijn ontwikkeling in de academie werd hij de op twee na jongste speler van Barça die zijn debuut maakte in de UEFA Youth League, na Lamine Yamal en Ilaix Moriba, toen hij begon in een uiteindelijk 1-1 gelijkspel tegen de Tsjechische ploeg Viktoria Plzeň.

### FC Barcelona
In april 2023 trainde Cubarsí voor het eerst mee met het eerste elftal onder Xavi Hernandez op slechts 16-jarige leeftijd. In juli 2023 ondertekende hij zijn eerste professionele contract, dat hem tot medio 2026 aan de club bond. Gedurende het seizoen 2023/24 trainde hij regelmatig mee met het eerste elftal. Op 18 januari 2024 maakte hij zijn officiële debuut in de Copa del Rey voor de club en speelde hij 45 minuten in een in een wedstrijd tegen Unionistas de Salamanca, waarbij hij Andreas Christensen in de rust verving.
Drie dagen later maakte Cubarsí zijn debuut in de basis, een dag voor zijn 17e verjaardag, voor het eerste elftal in een wedstrijd in de Primera División tegen Real Betis dat met 4-2 werd gewonnen. Op 12 maart maakte hij zijn debuut in de Champions League. Cubarsí speelde de hele wedstrijd en de wedstrijd werd gewonnen met 3-1 tegen Napoli.
Op 13 februari 2025 verlengde Cubarsí zijn contract bij Barça tot medio 2029.

## Clubstatistieken
| Seizoen        | Club           | Competitie         | Competitie | Competitie | Beker | Beker | Overig | Overig | Totaal | Totaal |
| Seizoen        | Club           | Competitie         | Wed.       | Dlp.       | Wed.  | Dlp.  | Wed.   | Dlp.   | Wed.   | Dlp.   |
| -------------- | -------------- | ------------------ | ---------- | ---------- | ----- | ----- | ------ | ------ | ------ | ------ |
| 2023/24        | FC Barcelona B | Primera Federación | 9          | 0          | —     | —     | —      | —      | 9      | 0      |
| 2023/24        | FC Barcelona   | Primera División   | 19         | 0          | 2     | 0     | 3      | 0      | 24     | 0      |
| 2024/25        | FC Barcelona   | Primera División   | 7          | 0          | 0     | 0     | 1      | 0      | 8      | 0      |
| Carrièretotaal | Carrièretotaal | Carrièretotaal     | 35         | 0          | 2     | 0     | 4      | 0      | 41     | 0      |

Bijgewerkt op 27 september 2024.

## Interlandcarrière
Cubarsí vertegenwoordigde Spanje in de leeftijdsgroepen onder 15, 16 en 17. In maart 2024 werd hij voor het eerst opgeroepen voor het Spaanse nationale voetbalelftal. Op 22 maart 2024 maakte hij zijn debuut voor het Spanje in een vriendschappelijke wedstrijd tegen Colombia, die met 1–0 verloren werd. Hij werd de jongste debutant ooit voor het Spaanse elftal en verbrak daarmee het record van Sergio Ramos. Cubarsí werd op 27 mei 2024 door bondscoach Luis de la Fuente opgenomen in de voorlopige Spaanse selectie voor het EK 2024 in Duitsland, maar viel af voor de definitieve selectie.

## Erelijst
| Competitie          |              |              |
| Competitie          | Aantal       | Jaren        |
| FC Barcelona        | FC Barcelona | FC Barcelona |
| ------------------- | ------------ | ------------ |
| Supercopa de España | 1×           | 2024/25      |
| Primera División    | 1×           | 2024/25      |
| Copa del Rey        | 1×           | 2024/25      |